# Brycinus carolinae
Brycinus carolinae är en fiskart som först beskrevs av Paugy och Lévêque, 1981.  Brycinus carolinae ingår i släktet Brycinus och familjen Alestidae. IUCN kategoriserar arten globalt som sårbar. Inga underarter finns listade.